# Aironvääntämäsaari
Aironvääntämäsaari, nordsamiska: Áirupuunnjâmsuálui, skoltsamiska: Äirrtaibbâmsuâl, är en ö i Enareträsk i Finland. Den ligger i sjön Enare träsk och i kommunen Enare i den ekonomiska regionen Norra Lappland och landskapet Lappland, i den norra delen av landet, 1 000 km norr om huvudstaden Helsingfors. Öns area är 24,4 hektar och dess största längd är 0,8 kilometer i öst-västlig riktning.